# Ercole Lupinacci
Ercole Lupinacci (San Giorgio Albanese, 23 novembre 1933 – San Cosmo Albanese, 6 agosto 2016) è stato un vescovo cattolico particolare (eparca) italiano di etnia arbëreshe.

## Biografia
Dopo aver studiato presso il pontificio seminario Benedetto XV di Grottaferrata, fu ordinato sacerdote il 22 novembre 1959 dall'eparca Giovanni Mele. Nel 1960 conseguì la licenza in teologia presso la Pontificia Università Gregoriana. Insegnò quindi al Liceo Statale di San Demetrio Corone.
Il 25 marzo 1981 papa Giovanni Paolo II lo nominò eparca di Piana degli Albanesi; ricevette la consacrazione episcopale nella cattedrale di San Demetrio Megalomartire di Piana degli Albanesi il 6 agosto dello stesso anno dalle mani dell'eparca Giovanni Stamati, co-consacranti l'arcieparca Saba Youakim, B.S. e l'arcivescovo Myroslav Marusyn.
Il 21 novembre 1983 il pontefice lo nominò consultore della Pontificia commissione per la revisione del Codice di diritto canonico orientale.
Il 30 novembre 1987 Giovanni Paolo II lo nominò eparca di Lungro. Fece il suo ingresso solenne nella cattedrale di San Nicola di Mira di Lungro il 17 gennaio 1988.
Il 10 agosto 2010 papa Benedetto XVI accolse le sue dimissioni per raggiunti limiti d'età.
Morì il 6 agosto 2016, nel giorno del suo XXXV anniversario di consacrazione episcopale, alle prime luci dell'alba, all'età di 82 anni.
Come vescovo cattolico di rito bizantino fu molto impegnato nel dialogo tra la Chiesa cattolica e quella ortodossa. L'eparca Lupinacci sottolineava che la Chiesa italo-albanese era l'unica a far risalire la propria origine nel breve periodo di unità, dopo il concilio di Firenze, e perciò a differenza delle Chiese uniate non ha dovuto sottoporsi a riti di riconciliazione e che gli eparchi di Lungro e di Piana degli Albanesi fossero i soli vescovi italiani che pur essendo in piena armonia con la Chiesa cattolica recitassero il "Credo" senza l'espressione filioque, mostrando che tra cattolici e ortodossi non sussistevano differenze dogmatiche.
Parlava correttamente cinque lingue: l'italiano, l'albanese, il greco antico e moderno, e il francese.
La Divina Provvidenza tramite lui ha fatto sorgere nuove Chiese, con affreschi e mosaici bizantini, e complessi parrocchiali per il servizio a favore della vita spirituale dei fedeli del gregge a lui affidato.
Mons. Ercole ha svolto, inoltre, una intensa attività di promozione culturale e liturgica, ha favorito la comunione presbiterale, la cultura arbëreshe, la spiritualità liturgica bizantina, il dialogo ecumenico, la carità illuminata. In tal senso vale ricordare la ospitalità gratuita offerta per svariati anni, in una struttura diocesana, a una cinquantina di giovani provenienti dalla martoriata Albania che hanno potuto studiare e, poi, ritornando nella terra di origine adoperarsi positivamente per il passaggio della loro Patria a migliori condizioni di vita.»
(Eparchia di Lungro, Comunicato stampa morte di Mons. Lupinacci)

## Genealogia episcopale e successione apostolica
La genealogia episcopale è:
- Arcivescovo Atanas Mihajlov Chalakov
- Arcivescovo Nilo Isvoroff
- Vescovo Michel Petkoff
- Arcivescovo Michel Miroff
- Eparca Isaias Papadopoulos
- Eparca Giovanni Mele
- Eparca Giovanni Stamati
- Eparca Ercole Lupinacci

La successione apostolica è:
- Eparca Donato Oliverio (2012)